# 開羅 (紐約州)
開羅（英語：Cairo）是一個位於美國紐約州格林縣的鎮。

## 人口
根據2020年美國人口普查的數據，開羅的面積為155.61平方千米，當中陸地面積為154.95平方千米，而水域面積為0.66平方千米。當地共有人口6644人，而人口密度為每平方千米43人。